# 41號美國國道密西根州段
41号美国国道是一条南北走向的美国国道，连接了密西根上半島与迈阿密。其中在密西根州的路段全长278.769英里（448.635），北起基威諾縣科珀港，南至梅诺米尼与威斯康星州之间的跨州桥梁，由密西根州運輸部（Michigan Department of Transportation，MDOT）管理维护。